# San Luis (provins)
San Luis (Provincia de San Luis) är en provins som ligger i centrala Argentina. Huvudstaden heter San Luis.
Provinsen har en befolkning på 367 933 (2001) och har en yta på 76 748 km². San Luis gränsar till provinserna San Luis, Córdoba, La Pampa, Mendoza och San Juan.

## Administrativ indelning
Provinsen är indelad i nio departement, departamentos och med respektive departementshuvudstad.
1. Ayacucho (San Francisco de Monte de Oro)
2. Belgrano (Villa General Roca)
3. Capital (San Luis)
4. Chacabuco (Concarán)
5. Coronel Pringles (La Toma)
6. General Pedernera (Villa Mercedes)
7. Gobernador Dupuy (Buena Esperanza)
8. Junín (Santa Rosa)
9. Libertador General San Martín (Libertador General San Martín)